# Alois Lampert
Alois Lampert (nascido em 19 de agosto de 1932) é um ex-ciclista listenstainiano que competiu no ciclismo nos Jogos Olímpicos de Verão de 1952 representando o Liechtenstein.